# والی بریج
latitudeوالی بریجlongitudeوالی بریج
والی بریج (به انگلیسی: Whaley Bridge) یک شهرک در بریتانیا است که در انگلستان واقع شده‌است.

## خصوصیات
والی بریج ۶٬۲۲۶ نفر جمعیت دارد.